# فهرست میراث جهانی در ایسلند
میراث جهانی در ایسلند تا تاریخ ۲۰۲۱ شامل سه اثر ثبت شده در کشور ایسلند است.
سایت‌های سازمان میراث جهانی آموزشی، علمی و فرهنگی ملل متحد، یونسکو، مکان‌هایی هستند که دارای اهمیت فرهنگی یا طبیعی هستند، همان‌طور که در پیمان‌نامه میراث جهانی یونسکو، که در سال ۱۹۷۲ تأسیس شده، شرح داده شده است. ایسلند این پیمان‌نامه را در ۱۹ دسامبر ۱۹۹۵ پذیرفت و از آن هنگام، مکان‌های طبیعی و فرهنگی ایسلند واجد شرایط برای گنجانده شدن در فهرست میراث جهانی هستند.
نخستین جایی که توسط یونسکو فهرست شد، دینگوتلیر بود که در سال ۲۰۰۴ ثبت گردید. دو میراث بعدی، جزیره سورت در سال ۲۰۰۸ و پارک ملی واتناجکول در سال ۲۰۱۹، به این فهرست افزوده شدند. در این میان، دینگوتیلر یک میراث فرهنگی و دو اثر دیگر طبیعی هستند.
افزون بر میراث‌های ثبت شده، ایسلند شش موقعیت دیگر را در فهرست آزمایشی خود گنجانده است. سایت موجود در دینگوتیلر دو بار به فهرست آزمایشی افزوده شده؛ یک بار با این پیشنهاد که از اثری فرهنگی به اثری طبیعی و فرهنگی گسترش یابد و بار دیگر به عنوان نامزدی برای بخشی از اثری فرا ملی در میراث پوشش وایکینگ‌ها.

## سایت‌های میراث جهانی
یونسکو سایت‌ها را با ده معیار فهرست می‌کند. هر ورودی باید حداقل یکی از معیارها را داشته باشد.
| # | نگاره                          | نام                | موقعیت         | سال ثبت | شماره ثبت | معیارها | شرح | م           |
| ۱ | بافت صخره‌ای و پرچم ایسلند      | دینگوتلیر          | منطقه جنوبی    | ۲۰۰۴    | ۱۱۵۲      | iii, vi | دینگوتلیر در یک منطقه آتشفشانی فعال واقع شده است که به‌طور برجسته دارای یک کافت زمین‌ساختی بزرگ است. از حدود ۹۳۰ پس از میلاد تا ۱۷۹۸ میلادی، دینگوتیلر مکانی بود که جلسات آلدینگ برگزار می‌شد؛ یک مجمع نمایندگی در فضای باز برای کل ایسلند که مردم به مدت دو هفته در هر سال برای تنظیم قوانین و حل و فصل اختلافات در آن جمع می‌شدند. آلدینگ قدیمی‌ترین پارلمان باقی مانده در جهان است. امروزه قسمت‌هایی از حدود ۵۰ غرفه ساخته شده از چمن و سنگ قابل مشاهده است، اگرچه بقایای قرن دهمی در زیر زمین مدفون شده‌اند. | [ ۴ ] [ ۵ ] |
| ۲ | A view of the island from afar | جزیره سورت         | جزایر وستمن    | ۲۰۰۸    | ۱۲۶۷      | ix      | سورت نام یک جزیره آتشفشانی است که در اثر یک سری فوران در سال‌های ۱۹۶۳ تا ۱۹۶۷ در حدود ۳۲ کیلومتری (۲۰ مایلی) از سواحل جنوبی ایسلند تشکیل شده است. از ۱۹۶۴، این مکان به عنوان جایی برای مطالعه استعمار زیستی و اثر بنیان‌گذار که خارج وارد جزیره می‌شود، به کار رفته است. از آنجایی که تنها تعداد کمی از دانشمندان مجاز به بازدید هستند، از زمان شکل‌گیری جزیره، عملاً محیط آن دست نخورده باقی مانده است. | [ ۶ ]       |
| ۳ | Glacier covering the mountains | پارک ملی واتناجکول | منطقه جنوب‌شرقی | ۲۰۱۹    | ۱۶۰۴      | viii    | تودهٔ یخی واتناجکول دومین یخچال بزرگ اروپاست. چندین آتشفشان، از جمله دو مورد از فعال‌ترین آتشفشان‌های جزیره در این پارک ملی قرار دارند. فعل و انفعالات بین آتشفشان‌ها و یخچال طبیعی باعث پدید آمدن پدیده‌های مختلفی در این ناحیه می‌شود؛ از جمله پدیده دیدنی رانش یخچال. | [ ۷ ] [ ۸ ] |

## فهرست آزمایشی
علاوه بر مکان‌هایی که در فهرست میراث جهانی ثبت شده‌اند، کشورهای عضو می‌توانند فهرستی از مکان‌های آزمایشی را که ممکن است برای نامزدی در نظر گرفته شوند، ارائه کنند. نامزدهای فهرست میراث جهانی تنها در صورتی پذیرفته می‌شوند که سایت قبلاً در فهرست آزمایشی ثبت شده باشد.
تا تاریخ ۲۰۲۱، ایسلند ۶ گزینه آزمایشی ارائه کرده است.
| # | نگاره                                                                     | نام                                    | موقعیت        | سال ثبت | معیارها          | شرح | م      |
| ۱ | نمایی از خلیج.                                                            | ذخایر طبیعی بریاردفیورو                | وستورلاند     | ۲۰۱۱    | ii, v, x         | بریاردفیورو یک خلیج کم عمق بزرگ در ایسلند غربی است که از جزایر خرد و صخره‌های جزیره‌ای تشکیل شده. این یک مکان مهم برای پرورش پرندگان از جمله غاز شمالی و تلیله حنایی است. این منطقه از زمان استقرار کشور ایسلند به‌طور مداوم پرجمعیت بوده است و جوامع بر اساس توسعه پایدار، محیط محلی را حفظ می‌کنند. | [ ۱۰ ] |
| ۲ | Mývatn lake, surrounded by lush vegetation                                | میواتن و لاکسا                         | شمال          | ۲۰۱۱    | viii, ix, x      | سواحل دریاچه میواتن و رودخانه لاکسا با پوشش گیاهی سرسبز، در تضاد کامل با مناظر آتشفشانی بایر اطراف است. این دریاچه کم عمق، سرشار از مواد مغذی و محل زندگی گروهی از حشرات آبزی است که به نوبه خود غذای چندین گونه از پرندگان آبزی بزرگتر هستند. ۱۵ گونه اردک به‌طور منظم در این منطقه زاد و ولد می‌کنند. | [ ۱۱ ] |
| ۳ | Þingvellir, the tectonic crack                                            | جای‌ها و سکونت‌گاه‌های وایکینگی دینگوتلیر | بلاسکوگابیگ   | ۲۰۱۱    | iii              | این گزینه، بخشی از نُه اثر فرهنگی فرا ملی در شش کشور است که به عصر وایکینگ‌ها بازمی‌گردد. | [ ۱۲ ] |
| ۴ | Þingvellir lake shore                                                     | پارک ملی دینگوتلیر                     | بلاسکوگابیگ   | ۲۰۱۱    | vii, viii, ix, x | این نامزدی بر میراث طبیعی سایت فرهنگی دینگوتلیر، که قبلاً فهرست شده است، تمرکز دارد. این منطقه به خاطر رانش قاره‌ای، آتشفشان و یخبندان شکل گرفته. همچنین برای تنوع زیستی آن مهم است؛ آزادماهی قطبی در کمتر از ۱۰۰۰۰ سال به چهار ریخت مختلف در دریاچه تینگوالاواتن تکامل یافته است. | [ ۱۳ ] |
| ۵ | Keldur Earth covered homes with grass growing on the top                  | سُنت ساختن خانهه لای چمنزار             | ۱۴ سایت مختلف | ۲۰۱۱    | iii, iv          | زمین‌پناه سنتی است که توسط اولین مهاجران به ایسلند آورده شد و از دراز خانه‌ها تکامل یافته است. بنای خانه از الوار ساخته شده و دورادور خانه را چمن پوشانده است. شکل و عملکرد این خانه‌ها در طول زمان تغییر کرده و با آب و هوای محلی و نیازهای مردم سازگار شده. چهارده سایت در برای این گزینه فهرست شده‌اند. | [ ۱۴ ] |
| ۶ | Kaldaklofsfjöll panorama, rhyolitic rocks with snow and sparse vegetation | تورفایوکول                             | جنوب          | ۲۰۱۳    | vii, viii        | سامانه آتشفشانی تورفایوکول شامل آتشفشان چینه‌ای ریولیت و یک مجموعه از آتشفشان‌های زیر یخچالی است. این یک سایت مهم برای مطالعه سازندهای ریولیتی تولید شده در طول فعل و انفعالات آتشفشان-یخچال‌ها است. این سیستم ویژگی‌های سطح زمین گرمایی بسیار متنوعی از جمله دودخان، حوض‌های گلی، سولفاتارها (فومارول‌های تولیدکننده گازهای گوگردی) و چشمه آب‌گرم را نشان می‌دهد. این‌ها محل زندگی باکتری‌های باستانی منحصر به فرد ترموفیل هستند. | [ ۱۵ ] |

## واژه‌نامه
1. ↑  Breiðafjörður
2. ↑  Branta benicla
3. ↑  Calidris canutus
4. ↑  Bláskógabyggð
5. ↑  Salvelinus alpinus
6. ↑  Torfajökull volcanic system